# Puchar Beskidów 1971
Puchar Beskidów 1971 – czternasta edycja zmagań o tytułowy puchar rozegrany został w dniach 16-18 stycznia i powrócił do Wisły i Szczyrku po rocznej przerwie. Tytuł po czterech latach powrócił do Czechosłowacji, a mianowicie do Rudolf Höhnla. Za nim na drugim stopniu podium znalazł się Adam Krzysztofiak, a trzecie miejsce wywalczył sobie zwycięzca poprzedniej edycji Tadeusz Pawlusiak.

## Terminarz
Na podstawie danych [1]
| Lp | Data             | Miejscowość | Skocznia | Uwagi | 1. miejsce          | 2. miejsce   | 3. miejsce        |
| -- | ---------------- | ----------- | -------- | ----- | ------------------- | ------------ | ----------------- |
| 1. | 16 stycznia 1971 | Wisła       | Malinka  | –     | Rudolf Höhnl        | Stefan Hula  | Adam Krzysztofiak |
| 2. | 18 stycznia 1971 | Szczyrk     | Skalite  | –     | Stanisław G.-Daniel | Rudolf Höhnl | Tadeusz Pawlusiak |

## Wyniki zawodów
| Msc.  | Zawodnik            | I seria | II seria | Punkty |
| ----- | ------------------- | ------- | -------- | ------ |
| 1.    | Rudolf Höhnl        | 93,0 m  | 90,0 m   | 227,0  |
| 2.    | Stefan Hula         | 90,0 m  | 93,0 m   | 226,5  |
| 3.    | Adam Krzysztofiak   | 90,0 m  | 88,0 m   | 224,0  |
| 4.    | Tadeusz Pawlusiak   | 89,0 m  | 85,5 m   | 218,8  |
| 5.    | Rudolf Doubek       | 80,5 m  | 80,0 m   | 208,5  |
| 6.    | Józef Kocyan        | 82,0 m  | 86,5 m   | 207,7  |
| 7.    | Stanisław Kawulok   | b.d.    | b.d.     | 207,1  |
| 8.    | Stanisław Murzyniak | b.d.    | b.d.     | 204,1  |
| 9.    | Władysław Trzopek   | b.d.    | b.d.     | 203,6  |
| 10.   | Wojciech Fortuna    | b.d.    | b.d.     | 202,9  |
| . . . |                     |         |          |        |

| Msc.  | Zawodnik              | I seria | II seria | Punkty |
| ----- | --------------------- | ------- | -------- | ------ |
| 1.    | Stanisław G.-Daniel   | 78,0 m  | 77,5 m   | 244,1  |
| 2.    | Rudolf Höhnl          | 77,0 m  | 80,0 m   | 231,8  |
| 3.    | Tadeusz Pawlusiak     | 75,0 m  | 77,0 m   | 227,0  |
| 4.    | Adam Krzysztofiak     | 75,0 m  | 74,5 m   | 223,0  |
| 5.    | Józef Przybyła        | 75,5 m  | 76,0 m   | 222,7  |
| 6.    | Kazimierz Długopolski | 70,0 m  | 71,0 m   | 206,4  |
| 7.    | Stefan Hula           | b.d.    | b.d.     | 205,9  |
| 8.    | Josef Kraus           | b.d.    | b.d.     | 205,5  |
| 9.    | Rudolf Doubek         | b.d.    | b.d.     | 205,2  |
| 10.   | Stanisław Murzyniak   | b.d.    | b.d.     | 200,9  |
| . . . |                       |         |          |        |

## Klasyfikacja generalna
| Miejsce | Zawodnik              | Punkty |
| ------- | --------------------- | ------ |
| 1.      | Rudolf Höhnl          | 458,8  |
| 2.      | Adam Krzysztofiak     | 447,0  |
| 3.      | Tadeusz Pawlusiak     | 445,8  |
| 4.      | Stefan Hula           | 432,4  |
| 5.      | Rudolf Doubek         | 413,7  |
| 6.      | Stanisław G.-Daniel   | 409,7  |
| 7.      | Józef Przybyła        | 409,0  |
| 8.      | Józef Kocyan          | 406,4  |
| 9.      | Stanisław Murzyniak   | 405,0  |
| 10.     | Kazimierz Długopolski | 399,8  |
| . . .   |                       |        |